# Kardinalska imenovanja pape Klementa VIII.
Papa Klement VIII. za vrijeme svoga pontifikata (1592. – 1605.) održao je 6 konzistorija na kojima je imenovao ukupno 53 kardinala.

## Konzistorij 17. rujna 1593. (I.)
1. Lucio Sassi, bilježnik Njegove Svetosti
2. Francisco de Toledo Herrera, S.J.
3. Pietro Aldobrandini, nećak Njegove Svetosti
4. Cinzio Passeri Aldobrandini, nećak Njegove Svetosti

## Konzistorij 5. lipnja 1596. (II.)
1. Silvio Savelli, carigradski naslovni patrijarh
2. Lorenzo Priuli, mletački patrijarh
3. Francesco Maria Tarugi, Orat., avinjonski nadbiskup, Francuska
4. Ottavio Bandini, fermski nadbiskup
5. Francesco Cornaro, mlađi, treviški biskup, klerik Apostolske komore
6. Anne d'Escars de Givry, O.S.B., biskup Lisieuxa, Francuska
7. Gian Francesco Biandrate di San Giorgio Aldobrandini, akvijski biskup
8. Camillo Borghese, saslušatelj Apostolske komore[a]
9. Cesare Baronio, Orat., apostolski protonotar de numero participantium
10. Lorenzo Bianchetti, saslušatelj Svete Rimske rote
11. Francisco de Ávila, toledski arhiđakon, Španjolska
12. Fernando Nino de Guevara, granadski predsjednik
13. Bartolomeo Cesi, glavni blagajnik Apostolske komore
14. Francesco Mantica, saslušatelj Svete Rimske rote
15. Pompeio Arrigoni, saslušatelj Svete Rimske rote
16. Andrea Baroni Peretti Montalto, apostolski protonotar

## Konzistorij 18. prosinca 1596. (III.)
1. Philipp Wilhelm von Bayern, regensburški izabrani biskup, Bavarska

## Konzistorij 3. ožujka 1599. (IV.)
1. Bonifazio Bevilacqua, carigradski naslovni patrijarh
2. Bernardo de Rojas y Sandoval, biskup Jaéna, Španjolska
3. Alfonso Visconti, biskup Cervije
4. Domenico Toschi, tivolijski biskup
5. Arnaud d'Ossat, biskup Rennesa, Francuska
6. Paolo Emilio Zacchia
7. Franz Seraph von Dietrichstein
8. Silvio Antoniano
9. Robert Bellarmino, S.J.
10. Bonviso Bonvisi, klerik Apostolske komore
11. François d'Escoubleau de Sourdis
12. Alessandro d'Este, brat modenskoga vojvode
13. Giovanni Battista Deti

## Konzistorij 17. rujna 1603. (V.)
1. Silvestro Aldobrandini, prior Reda sv. Ivana Jeruzalemskoga, pranećak Njegove Svetosti

## Konzistorij 9. lipnja 1604. (VI.)
1. Séraphin Olivier-Razali, aleksandrijski naslovni patrijarh, saslušatelj Svete Rimske rote
2. Domenico Ginnasi, manfredonijski nadbiskup
3. Antonio Zapata y Cisneros, nadbiskup Burgosa, Španjolska
4. Filippo Spinelli, rodijski naslovni nadbiskup, polikastarski biskup, klerik Apostolske komore
5. Carlo Conti, jakinski biskup
6. Bernard Maciejowski, krakovski biskup, Poljska
7. Carlo Gaudenzio Madruzzo, trentski biskup
8. Jacques Davy Du Perron, biskup Évreuxa, Francuska
9. Innocenzo del Bufalo-Cancellieri, kamerinski biskup, nuncij u Francuskoj
10. Giovanni Delfino, biskup Vicenze
11. Giacomo Sannesio, apostolski protonotar
12. Erminio Valenti
13. Girolamo Agucchi, preceptor bolnice Duha Svetoga in Sassia, Rim
14. Girolamo Pamphilj, dekan Svete Rimske rote
15. Ferdinando Taverna, referent Sudišta Apostolske signature pravde i milosti, rimski guverner
16. Anselmo Marzato, O.F.M.Cap.
17. Giovanni Doria
18. Carlo Emmanuele Pio, stariji